# Investidura presidencial de George W. Bush en 2005

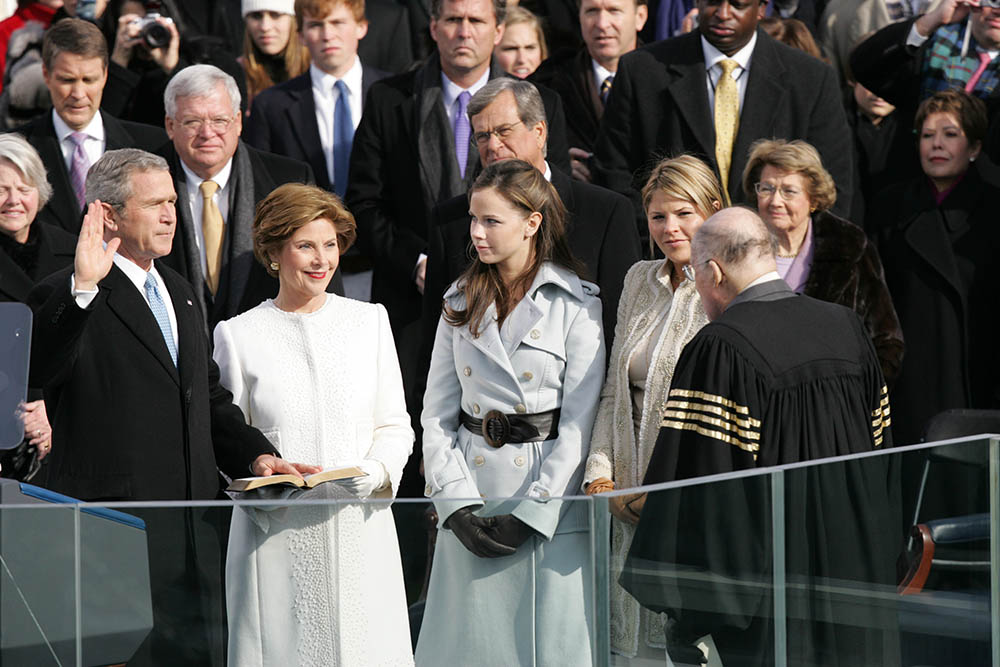
George W. Bush en su segunda investidura presidencial en 2005.

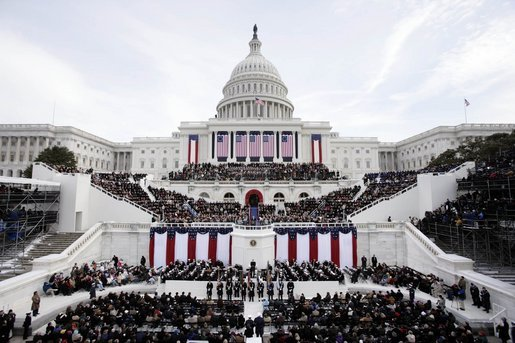
Aspecto del Capitolio en el momento de la investidura.

La investidura presidencial de George W. Bush de 2005 fue su segundo mandato como cuadragésimo tercer Presidente de los Estados Unidos tuvo lugar el 20 de enero de 2005. El presidente de la Corte Suprema William Rehnquist administró el juramento del cargo. La asistencia a la investidura se ha informado que fue alrededor de 100.000, 300,000, a 400,000.